# Ryt Francuski
Ryt Francuski – ryt wolnomularski stosowany głównie przez obediencje i loże krajów romańskich. Został skodyfikowany w 1786 roku, obecna nazwa stosowana jest od 1799 roku. W 1878 roku, po usunięciu przez Wielki Wschód Francji słów Wielki Budowniczy Świata z oficjalnych dokumentów lożowych, zmienił nieco swój charakter, tracąc elementy religijno-mistyczne, chociaż większość obediencji na świecie pozostała przy pierwotnej wersji obrządku.
Obrządek składa się z siedmiu stopni, oprócz trzech podstawowych – ucznia, czeladnika i mistrza, posiada cztery wyższe szczeble (tzw. Porządki Mądrości/Różanego Krzyża):
1° Kawaler Wybrany
2° Wielki Wybrany (Kawaler Szkocki)
3° Kawaler Wschodu (Rycerz Mason)
4° Kawaler Różanego Krzyża (Doskonały Wolnomularz)
Początkowo istniał jeszcze tzw. Piąty Porządek, o charakterze nierytualnym, zawierający 81 stopni wyższych szczeblem od Kawalera Różanego Krzyża. Do zadań jego członków należało prowadzenie badań porównawczych różnych rytów i systemów masońskich, a także sprawowanie funkcji administracyjnych i kierowniczych nad rytem francuskim. Z czasem zanikł by po latach odrodzić się w różnorodnych wariantach stosowanych obecnie przez liczne obediencje francuskie i brazylijskie.
W rycie francuskim pracuje Wielki Wschód Polski, wraz z lożą założycielską Wolność Przywrócona, lożą Universe oraz międzynarodową lożą Synergia; jak również kapituła Sokrates oraz Jedność Prawdziwa podlegające Wielkiej Kapitule Generalnej Rytu Francuskiego Wielkiego Wschodu Polski.